# Pseuderia floribunda
Pseuderia floribunda är en orkidéart som beskrevs av Rudolf Schlechter. Pseuderia floribunda ingår i släktet Pseuderia och familjen orkidéer. Inga underarter finns listade i Catalogue of Life.